# Xander Blomme
Xander Blomme (* 21. Juni 2002 in Eeklo) ist ein belgischer Fußballspieler. Seit 2023 steht der Mittelfeldspieler beim niederländischen Erstligisten Go Ahead Eagles Deventer unter Vertrag.

## Karriere

### Verein
Blomme begann seine fußballerische Karriere beim FC Brügge in der Jugendakademie. 2018/19 spielte er bereits zwei Spiele in der Youth League. In der Folgesaison spielte er auch in der Youth League und machte ein Spiel im Wettbewerb für Reservemannschaften (Reserve Pro League). In der Saison 2020/21 nahm er mit der U23-Mannschaft (dort Club NXT) außer Konkurrenz am Spielbetrieb der Division 1B teil und wurde dort zum Kapitän der Mannschaft. Er bestritt dort 22 von 28 möglichen Spielen. Nach der Saison kehrte die Mannschaft in die Liga für Reservemannschaften zurück. Blomme blieb ein weiteres Jahr im Verein, wurde jedoch nicht in die erste Mannschaft aufgenommen. Im Sommer 2022 wechselte er zum niederländischen Erstligisten Go Ahead Eagles Deventer und unterzeichnete dort zunächst einen Zweijahresvertrag bis 2024, der im Sommer 2023 vorzeitig um zwei weitere Jahre bis 2026 verlängert wurde.

### Nationalmannschaft
Im März und April 2017 bestritt Blomme drei U15-Länderspiele für Belgien.